# Station Høvik
Station Høvik is een station in Høvik in de gemeente Bærum  in  Noorwegen. Het station ligt aan Drammenbanen. Høvik  kreeg een station in 1874.  Tussen 2013 en eind 2014 is Høvik gesloten wegens een ingrijpende verbouwing. 